# Бојан Зорановић
Бојан Зорановић (Горњи Милановац, 12. април 1990) je српски фудбалски тренер и бивши фудбалер. Зорановић је тренутно шеф стручног штаба канадског клуба Српски бели орлови.

## Каријера

### Играчка каријера
Зорановић је каријеру започео 2006. године у Српској лиги Запад у ФК Таково. Године 2007. прешао је у Прву лигу Србије са Металцем из Горњег Милановца. Металац је обезбедио промоцију у Суперлигу Србије у сезони 2008/09. Клуб га је поново потписао за следећу сезону где је дебитовао у Суперлиги. Његов дебитантски меч одиграо је 14. августа 2010. против ОФК Београда. Иако је успео да дебитује у Суперлиги, већи део свог мандата провео је на позајмицама у Шумадији Аранђеловац и Металцу из Краљева.
Имао је још један боравак у врху Србије 2012. године са Радничким Крагујевац. У дебитантској сезони са Радничким одиграо је седам утакмица. После сезоне са Радничким, вратио се у свој некадашњи клуб Металац из Горњег Милановца где је наступио на осам утакмица.
Следеће сезоне се вратио у други српски ранг и играо са Мачвом из Шапца. Укупно је наступио на шест утакмица за клуб.
У зиму 2014. године прешао је у Премијер лигу Босне и Херцеговине да игра са источносарајевском Славијом. Године 2015. вратио се у БиХ да игра у Првој лиги Републике Српске са ФК Леотар. Отишао је из Леотара у јануарском прелазном року 2016. године.
Зорановић се вратио у Прву лигу Србије 2016. године да би потписао за ФК Колубара. Његова последња сезона у српском фудбалу била је у Динаму Врање за сезону 2016/17.
2018. је други пут играо у иностранству у Канадској фудбалској лиги са ЦСЦ Мисисагом. Сезону 2018. поделио је тако што је такође играо са екипом Јунионвил Миликен. После сезоне у Мисисаги, потписао је са лигашким ривалом ФК Скарборо за сезону 2019. У својој дебитантској сезони са Скарбором, помогао је клубу да избори место у плеј-офу тако што је завршио као другопласирани у првој лиги. Учествовао је у финалу шампионата где је Скарборо успешно победио ФК Јукрејн јунајтед.
Зорановић је потписао уговор са Српским белим орловима за сезону 2020. Срби су се квалификовали за плејоф где су елиминисани у првом колу од Воркуте. Поново је потписао уговор са екипом на још једну сезону, где је клуб још једном обезбедио место у плејофу, али га је у првом колу елиминисао његов бивши клуб Скарборо.
Сезона 2022. означила је његов трећи ангажман у организацији. Помогао је Белим орловима да обезбеде титулу у регуларном делу сезоне, укључујући и пласман у плеј-оф. Такође је играо у другом колу плејофа против ФК Континенталса где су Бели орлови елиминисани.

### Тренерска каријера
2022. године био је помоћни тренер Српских белих орлова код Уроша Стаматовића. Промовисан је у првог тренера 2023. године.